# Крста Поповски
Крста Поповски (Скопље, 1968), српски писац, дипломирао је на Kатедри за општу књижевност и теорију књижевности Филолошког факултета у Београду.
Објавио је четири књиге поезије: Двогласја, Паганалије, Искушења и Савез.
У издању Нишког културног центра је 2017. изашла књига приповедака Недела.
Аутор је романа Тата (ИП Лагуна, 2008), Еј (ИП Моно и Мањана, 2011), Судбине (ИП Дерета, 2012), Трудови (Kултурни центар Новог Сада, 2014), Ина (ИП Лагуна, 2017), Невреме (Kњижевна радионица Рашић, 2020), Има Бога (Kњижевна радионица Рашић, 2023) и Талон (Kњижевна радионица Рашић, 2025).
С рукописом романа Еј је 2010. освојио Награду „Позив на путовање“. 
Године 2018. је с романом Ина освојио Награду „Стеван Сремац“.

## ИмеОдељка
…пишите детаљније о теми…